# Jagodina
Jagodina (en Alfabeto cirílico serbio: Јагодина) es una ciudad de Serbia. Es la capital administrativa del distrito Pomoravlje.

## Población
Tiene una población actual de 43.216 habitantes en el propio pueblo de Jagodina y 73.456 habitantes en el municipio de Jagodina (según los datos del último censo, del 2002).

## Coordenadas
Está situada en las coordenadas 43° 58′ 53" norte y 21° 15′ 44" este.

## Pedanías de Jagodina
- Bagrdan
- Belica
- Bresje
- Bukovče
- Bunar
- Vinorača
- Voljavče
- Vranovac
- Vrba
- Glavinci
- Glogovac
- Gornje Štiplje
- Gornji Račnik
- Deonica
- Dobra Voda
- Donje Štiplje
- Donji Račnik
- Dragocvet
- Dragoševac
- Dražmirovac
- Duboka
- Ivkovački Prnjavor
- Jošanički Prnjavor
- Kalenovac
- Kovačevac
- Kolare
- Končarevo
- Kočino Selo
- Lovci
- Lozovik
- Lukar
- Majur
- Mali Popović
- Medojevac
- Međureč
- Miloševo
- Mišević
- Novo Lanište
- Rajkinac
- Rakitovo
- Ribare
- Ribnik
- Siokovac
- Slatina
- Staro Lanište
- Staro Selo
- Strižilo
- Topola
- Trnava
- Crnče
- Šantarovac
- Šuljkovac

## Industria
- Espejo Factoría
- Jagodina Cervecería
- "Minel"
- "Juhor"
- "Budućnost"
- "Resava"
- "Nuevo Carretera"
- Pomoravlje

## Hermanamiento de ciudades
- Hradec Králové, en la República Checa
- Corinto, en Grecia
- Novo Mesto, en Eslovenia